# Leptocentrus bengalensis
Leptocentrus bengalensis är en insektsart som beskrevs av S. Ahmad och Mohammad 1994. Leptocentrus bengalensis ingår i släktet Leptocentrus och familjen hornstritar. Inga underarter finns listade i Catalogue of Life.